# Clemens Bewer
Lambert Clemens Jakob Bewer (* 29. oder 30. Mai 1820 in Aachen; † 2. September 1884 in Bonn) war ein deutscher Historien- und Porträtmaler der Romantik.

## Leben und Wirken

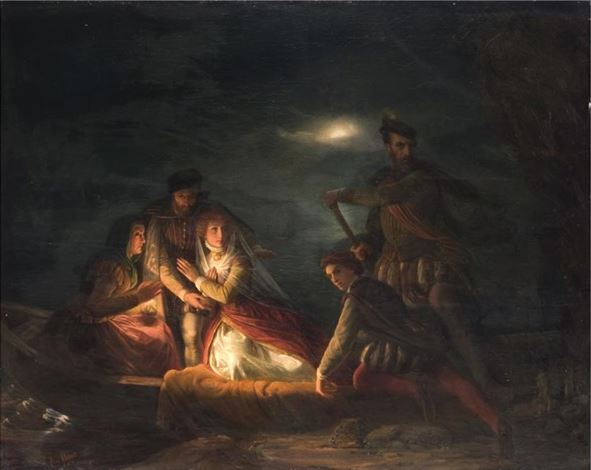
Die Flucht Maria Stuarts von Lochleven über den See, 1846

Der in Aachen aufgewachsene Bewer begann seine künstlerische Laufbahn als Schüler der Meisterklasse von Karl Ferdinand Sohn an der Düsseldorfer Kunstakademie (1836–1839). Nach einjährigem Militärdienst vertiefte er ab 1841 gemeinsam mit seinem Freund Edmund Wodick seine künstlerischen Fähigkeiten durch einen mehrjährigen Studienaufenthalt in Paris (1841–1847). Dieses Studium unterbrach er kurzzeitig durch einen Aufenthalt in Madrid. Im Atelier von Paul Delaroche eignete er sich Kenntnisse in der Kolorierungstechnik seines Lehrherrn an und im Atelier von Ary Scheffer schulte er sich in der Technik des Kupferstiches, hatte aber auch bereits den Auftrag, eine Reihe von Kopien verschiedener Gemälde von Raffael, Andrea del Sarto, Tizian, Rubens und Bartolomé Esteban Murillo für kleinere französische Kirchen anzufertigen. Zu Bewers Pariser Freundeskreis zählten die Maler Friedrich Meyer und Ernst Benedikt Kietz. Vermutlich war er auch die Kontaktperson für den Maler Johann Richard Seel, als dieser 1845 in die französische Metropole kam. Mutmaßlich war es Bewer, der Seel in das Atelier Delaroche vermittelte.

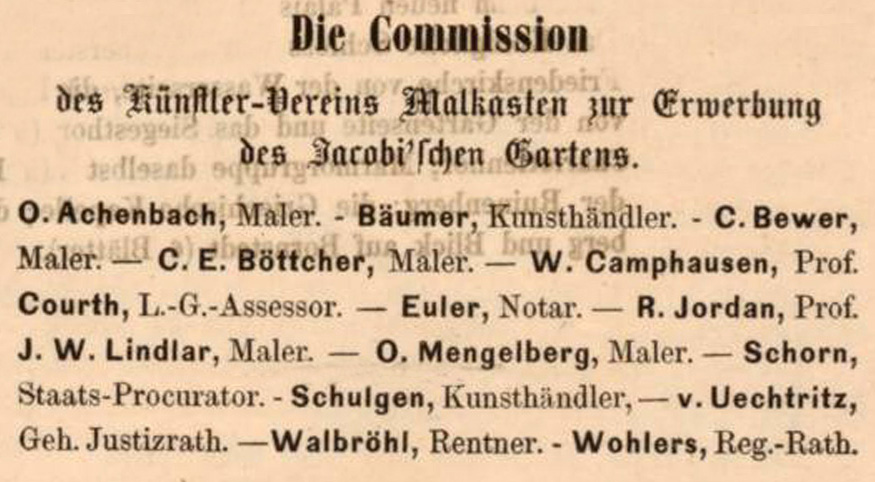

Im Jahre 1847 kehrte Bewer nach Düsseldorf zurück. In den Jahren 1848 bis 1851 war er dort erneut an der Kunstakademie eingeschrieben und besuchte Klassen bei Wilhelm von Schadow, Josef Wintergerst und Rudolf Wiegmann. Mit Ausnahme eines Besuchs in Rom (1854) und eines fünfjährigen Aufenthalts in Wien am Ende der 1850er Jahre lebte und wirkte fast dreißig Jahre lang im Milieu der Düsseldorfer Malerschule. In dieser Zeit entstanden zahlreiche bedeutende historische Gemälde, aber auch imposante Porträts von bedeutenden Persönlichkeiten. Darüber hinaus erhielt Bewer einen Lehrauftrag er an der Düsseldorfer Kunstakademie, die ihn daraufhin im Jahre 1869 zum Professor ernannte.
Bewer, der Mitglied des Künstlervereins Malkasten war und 1861 in der Kommission zur Erwerbung des Jacobi’schen Gartens, trat auch dem Kunstverein für die Rheinlande und Westfalen bei, zu dessen Vorsitzendem er ab 1864 gewählt wurde. Im Jahre 1876 zog Bewer nach Bonn, wo er seinen Lebensabend verbrachte.

## Charakteristik
Bewer bevorzugte gemäß dem Geschmack seiner Zeit in seinen Gemälden romantische Motive sowie malerisch bunte Trachten und edle Stoffe, zu denen der auch als Kunstkritiker bekannte Wolfgang Müller von Königswinter bemerkte: „Die Zusammenstellung ist weniger Komposition als Arrangement, aber trotzdem anmutig, hübsch und maßvoll. Ohne Zweifel kann man die Individualitäten tiefer und entschiedener wünschen, sie zeigen indes feine und reine Formen und einen ansprechenden Ausdruck; besonders lobenswert sind auch die Licht- und Farben-Effekte. So eignen sich diese Bilder trefflich für den modernen Salon.“ Müllers Kritik bezog sich zwar zunächst auf die Gemälde Tasso am Hofe von Ferrara und der Sängerkrieg auf der Wartburg, sie trifft aber auch auf die Mehrheit der anderen Bilder Bewers zu.

## Familie
Clemens Bewer war verheiratet mit Bertha Glaserfeld, einer Cousine des Musikkritikers Eduard Hanslick, und hatte mit ihr mindestens zwei Söhne und eine Tochter. Während sein Sohn Rudolf Bewer eine juristische Laufbahn anstrebte und es zum Reichsgerichtsrat brachte, wurde dessen Bruder Max Bewer Schriftsteller und Dichter, aber auch Anhänger der Völkischen Bewegung. Clemens Tochter Helene heiratete den norwegischen Landschafts- und Genremaler Hans Dahl; beider Sohn Hans Andreas Dahl machte ebenfalls die Malerei zu seinem Beruf.

## Werke (Auswahl)
- Romeo und Julia, Paris, 1844

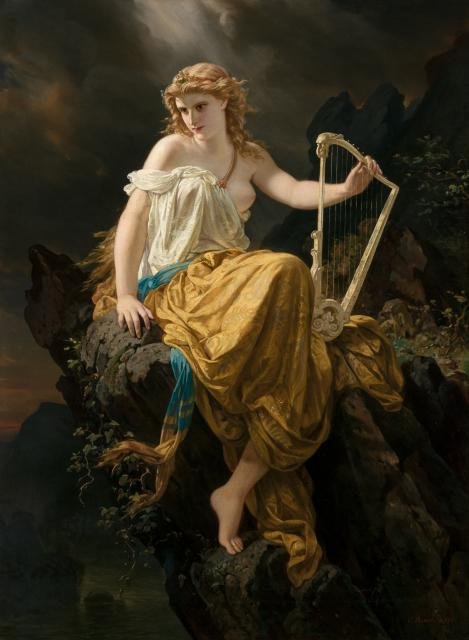
Loreley, 1867

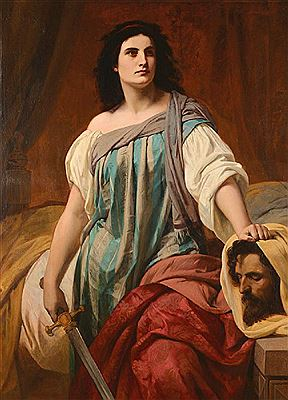
Judith mit dem Haupte des Holofernes, 1873

- Die Flucht Maria Stuarts von Lochleven über den See, Nachtstück, 1846
- Die Elfen nach Tieck, 1847
- Tasso am Hofe zu Ferrara, 1850 (1855 ausgestellt in der Düsseldorf Gallery, New York City)
- Der Sängerkrieg auf der Wartburg, 1851
- Erziehung der Maria durch Anna und Joachim, 1852
- Musikalische Unterhaltung im Schlosspark, Öl auf Leinwand, 1857
- Findung des Moses, 1862
- Loreley, 1867
- General Leonhard von Blumenthal, o. A.
- Heinrich Friedrich Karl Freiherr vom Stein, o. A. (Rathaussaal Münster)
- Franz von Fürstenberg, o. A. (Rathaussaal Münster)
- Erzbischof Clemens August Droste zu Vischering, 1869 (Rathaussaal Münster)
- Judith mit dem Haupte des Holofernes, 1873 (Wallraf-Richartz-Museum, Köln)
- Herodias Tochter empfängt das Haupt Johannes des Täufers, o. A. (Städtische Gemäldesammlung Düsseldorf)
- Im Garten Eden, Öl auf Leinwand, o. A.
- Der Lorbeerkranz, Öl auf Leinwand, o. A.
- Familie Janssen, Öl auf Leinwand, o. A. (Couven-Museum Aachen)